# نیدرتربرا
نیدرتربرا (به آلمانی: Niedertrebra) یک شهر در آلمان است که در تورینگن واقع شده‌است. نیدرتربرا ۹۰۱ نفر جمعیت دارد.